# Plante dépolluante

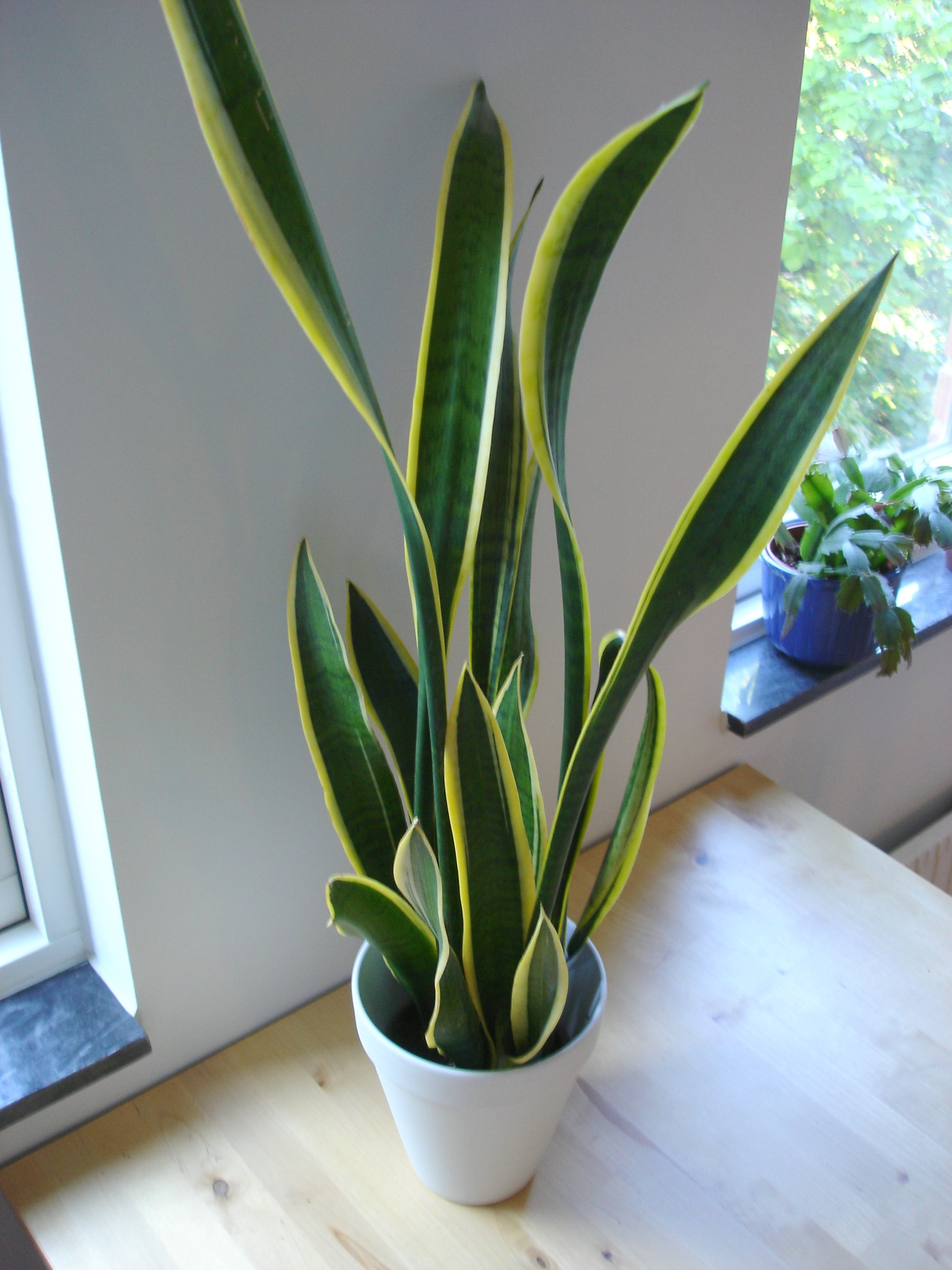
Langue de belle-mère, Sansevieria trifasciata, captant le benzène.

Une plante dépolluante est une plante considérée comme susceptible de réduire, grâce à son métabolisme, la quantité des polluants présents dans l'air à l'intérieur de bâtiments ou habitacles. Cette notion de bioépuration de l'air par les plantes a été introduite par des travaux de la NASA dans le cadre des programmes spatiaux et a été étendue aux plantes cultivées en intérieur.
Les principaux polluants ciblés dans ce contexte sont les composés organiques volatils tels que le formaldéhyde, le monoxyde de carbone, le toluène, le trichloréthylène ou le benzène, composés pouvant notamment poser des problèmes dans les vols spatiaux habités. Ils sont émis par une multitude de produits comme les peintures et les vernis, dont ils sont des solvants, la cigarette, les cuisinières à gaz, le chauffage au bois, etc.
À la suite de l'étude de la NASA, qui portait sur une dizaine d'espèces très communes et faciles à cultiver en intérieur, l'argument des « plantes dépolluantes » a connu un certain succès commercial. Cependant, l'ADEME considère que cette propriété n'est pas validée scientifiquement au regard des niveaux de pollution généralement rencontrés dans les habitations et des nouvelles connaissances scientifiques dans le domaine. Une étude (Phyt'Air), menée par la Faculté des Sciences Pharmaceutiques et Biologiques de Lille, s'est attachée à évaluer en environnement contrôlé (maison modèle du CSTB, entièrement étanche et dont l'ouverture des volets peut être programmée) les capacités épuratrices des plantes. Cette étude n'a pas mis en évidence d'impact significatif sur la qualité de l'air intérieur. Son protocole était très rigoureux, mais il n'y avait pas d'animaux ni d'humains ni de source de CO2 telle qu'une gazinière régulièrement utilisée dans la maison test du CSTB.

## Histoire et prospective
Au milieu du XVIIIe siècle, alors qu'on ne connait pas encore le rôle de l'oxygène et du CO2 et encore moins la photosynthèse, l'abbé Pierre-Nicolas Bertholon de Saint-Lazare, avec les moyens théoriques et expérimentaux de la physique de son époque tente d'expliquer pourquoi et comment les plantes épurent l'air. 

En 1783 dans un ouvrage intitulé De l’électricité dans les végétaux, citant MM Van Swinden & Sennebier qui lui ont fourni cette information, il décrit les expériences que deux physiciens néerlandais, MM Deinmann & Paets van Trootswyfs ont faites ; « ces deux savans[sic], dans leur Mémoire sur l’utilité de la végétation pour purifier l’air établissent deux propositions » : « La première, c’est que les plantes se chargent de phlogistique par la végétation, & qu’il leur est nécessaire de s’en charger ; le seconde, c’est que les plantes laissent échapper l’air fixe en végétant ; & ils le prouvent, parce que les plantes confinées dans des récipiens où elles sont privées de toute communicartion extérieure par le mercure ou bien qui sont emprisonnées dans leur récipient par une glace fixée à la base du récipient avec un cordon de cire qui intercepte à l'air renfermé toute communication avec l’air extérieur ; les plantes, ainsi séquestrées rigoureusement, périssoient, & l'air renfermé dans le récipient étoit de l'air fixe, qui formoit sur le champ, dans l'eau de chaux, un précipité abondant ; enfin, ils ont prouvé que dans les récipiens où il y avoit des plantes enfermées, par l'eau de » chaux, avec de l'air commun, ils'y formoit peu à peu un précipité qui étoit produit par la présence de l'air fixe ; tandis que, dans les récipiens pleins d'air, où il n'y avoit point de plantes végétantes, & qui étoient enfermés avec de l’eau de chaux, il n'y avoit point d'air précipité dans cette eau de chaux ; d'où ils concluoient avec raison, qu'il n'y avoit point eu d'air fixe produit. Enfin, ils ont fait voir, par pluesieurs expériences, que les plantes végétoient d'autant plus longtems dans l’air commun confiné, que le confinement étoit moins exact, & que le diametre des vaisseaux, dans lesquels les plantes étoient enfermées, étoit plus grand, & offroit une plus grande surface d'eau, & surtout d'eau de chaux, à l’air du récipient, & lui fournissoit ainsi plus de moyen pour se débarrasser de l'air fixe produit en lui fournissant une plus grande surface dissolvante, & une plus grande quantité du dissolvant propre à s’en charger ». 
Dans un autre chapitre (p. 116), s'appuyant sur le microscope et diverses expériences de physique, il démontre que la plante se nourrit certes par ses racines, mais aussi par ses très nombreux poils absorbants et pores répartis sur les feuilles et l'écorces.
Page 214, Bertholon relate les nouvelles expériences de M.Inghen-Houtz, expliquant que « la surface inférieure des feuilles a été destinée principalement à répandre l'air purifié ; la supérieure, à absorber l'air atmosphérique, & à élaborer en air déphlogistiqué, en séquestrant, le principe inflammable dont il est toujours fouillé ; & que cette opération se fait au moyen d'un mouvement intestin & vital, excité & entretenu par l'action de la lumiere. Par un tel arrangement, dit ce savant, l'air, déphlogistiqué, sortant de la surface inférieure des feuilles, trouve moins d'obstacle »
Ces théories explicatives basées sur la phlogistique seront invalidées par les progrès de la physique et de la chimie, mais les prémisses d'une explication apparaissent. Dans d'autres chapitres de cet ouvrage l'abbé Bertholon, sur la base d'observation au microscope et plusieurs expériences de physique faites par lui ou ses compatriotes insiste sur le fait que les plantes se nourrissent, certes par leurs racines, mais aussi par les grandes quantités de pores et poils absorbants qui garnissent leurs troncs et feuilles.

Logo de la NASA, pionnière dans la recherche sur la dépollution de l'air par les végétaux.

Les premiers à tester l'efficacité des plantes à dépolluer l'air furent des scientifiques de la National Aeronautics and Space Administration (NASA), dans les années 1980. Ils souhaitaient alors développer un filtre biologique efficace dans les stations spatiales et les écoconstructions (« édifices écologiques »).
Trente ans plus tard, l'utilité d'une dépollution des espaces intérieurs reste pertinente[évasif] car dans le monde plus de 50 % de la population vit en ville et souvent une majeure partie du temps à l'intérieur d'édifices ou d'habitacles, où la qualité de l'air est souvent inférieure à celle de l'extérieur (accumulation de CO2, de poussières, d'allergènes, de composés organiques volatils),,. Des études, par exemple de l'Observatoire de la qualité de l'air intérieur montrent en France que l’air intérieur est 5 à 10 fois plus pollué que l’air extérieur, de plus, « les constructions modernes, économes en énergie sont souvent plus étanches à l'air ; la concentration de polluants atmosphériques peut atteindre des niveaux dangereux, constituant une menace sérieuse pour la santé humaine » ce qui rend toujours pertinent la recherche de plantes dépolluantes.
Dans le futur, un assortiment de plantes choisies en fonction des besoins en hygrométrie et phytoremédiation de l'air pour le logement, bureau, salle de classe, etc., alimentée automatiquement en eau, pourrait être associé à des techniques de pointe[évasif] en matière de purification de l'air et de capteurs intelligents, au profit d'un air intérieur plus pur, sans consommation supplémentaire d'énergie.
Trois chercheurs ont en 2018 proposé de produire une plante d'intérieur OGM dans laquelle serait introduite un gène de mammifère, détoxifiant : le cytochrome P450 2e1 ; un transgène pouvant par exemple être introduit dans la plante Epipremnum aureum, pour mieux épurer le benzène et le chloroforme de l'air intérieur ou d'autres COV.

## Notion de bioépuration
La bioépuration est la faculté d'un être vivant (plante éventuellement) ou d'une communauté d'êtres vivants (plantes et champignons et bactéries symbiotes de la plante et de son système racinaire par exemple) d'absorber, fixer, et/ou dégrader certains polluants de l'air, de l'eau ou des sols. Toutes les plantes absorbent naturellement du CO2 et produisent de l'oxygène. Les lichens (symbiose algue-champignon) et certaines plantes épiphytes ou aquatiques n'utilisent pas leurs racines pour se nourrir mais captent leurs nutriments directement dans l'air et les eaux météoriques. Toutes nécessitent cependant de l'eau et une certaine quantité de lumière pour vivre.

### Phytobioépuration de l'air
Diverses études ont cherché à mesurer les capacités de certaines plantes à épurer l'air (air extérieur ou air intérieur.
Ainsi en conditions expérimentales contrôlées, des fougères en pot diminuent dans une certaine mesure la teneur de l'air en formaldéhydes, mais probablement aussi via des organismes présent dans le substrat. De nombreuses études ont porté sur le formaldéhyde car c'est un polluant courant et chronique de l'air intérieur.
Si les conditions de sol, de lumière, de température et d'arrosage leur conviennent, et si elles sont assez nombreuse les plantes peuvent notamment directement réduire la concentration de CO2 dans l'environnement local. Plusieurs expériences en ont testé dans des compartiments hermétiques contrôlé, où l'on peut mesurer la vitesse d'abattement du taux de CO2. Les résultats varient fortement selon les espèces.

### Mécanisme végétaux en jeu
Les plantes non aquatiques peuvent adsorber certaines molécules et/ou particules de trois manières complémentaires (encore en 2018 « mal compris et encore mal quantifiés ») :
1. via leurs stomates : seuls les composés très volatils de faible poids moléculaire et souvent, solubles dans l'eau (SO2, NOx, O3, CO, formaldéhyde, benzène, toluène, etc.) empruntent cette voie puis sont solubilisés dans l'eau et enfin métabolisés ou stockés dans les cellules. Dans ce dernier cas, les plantes sont dites hyperaccumulatrices : elles peuvent concentrer un polluant, mais non le détruire s'il s'agit de métaux lourds (qui ne sont pas métabolisés).
2. à la suite d'un dépôt de surface. Les composés de volatilité intermédiaire ou de haut poids moléculaire et plutôt liposolubles sont absorbés sur la cuticule souvent cireuse des feuilles, puis peuvent migrer vers la mésophylle pour y être intégrées ou « bioépurés » de la même manière que précédemment. Des feuilles rendues collantes par du miellat de puceron peuvent aussi adsorber certaines polluants de l'air. Des particules peuvent se fixer sur les poils, tiges, racines, etc.
3. via le microbiome végétal.

En faisant passer l'air intérieur dans de l'eau où sont cultivées des algues ou des plantes aquatiques, les particules, le CO2 et d'autres composés peuvent être retirés de l'air. Une difficulté est alors de gérer les biofilms qui encrassent les parois vitrées et/ou la surface des feuilles (en présence de plantes supérieures)
Mécanismes secondaires ou collatéraux : 
Dans le sol, autour des racines, les complexes argilo-humiques du sol ou les mycéliums de champignons présents dans la terre et/ou les bactéries ou divers petits organismes peuvent aussi adsorber, absorber des métaux ou absorber et dégrader certains polluants et parfois contribuer à la dépollution (voir l'article fongoremédiation).

## Efficacité

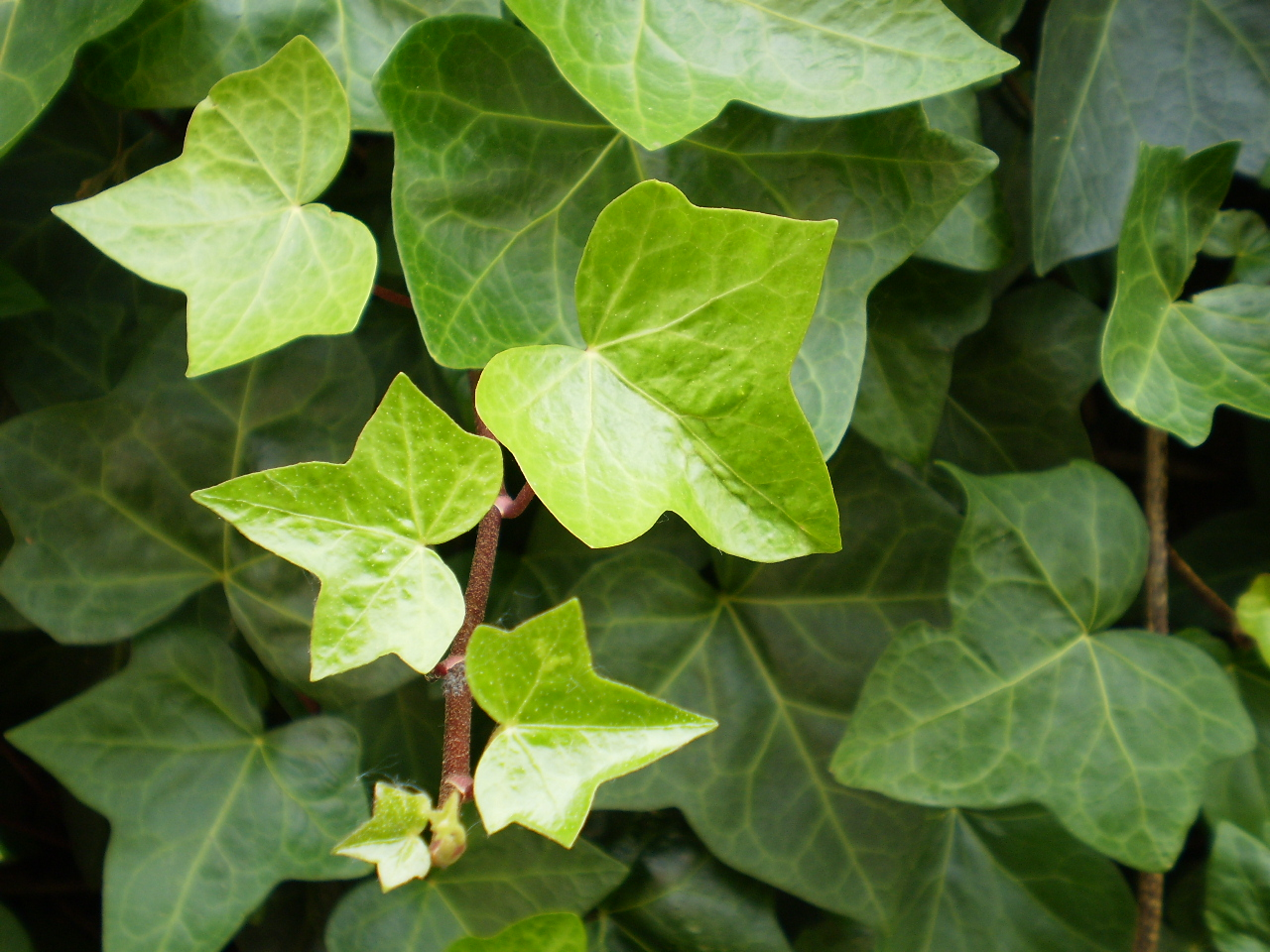
Le lierre grimpant (Hedera helix)

Elle dépend en partie des conditions de sol, de luminosité, de santé de la plante. 
Les plantes plus vertes et foncées (plus riches en chlorophylle) sont généralement plus actives quand la lumière est intense ainsi Ficus elastica ou Yucca massengena se montre dans ces conditions plus rapide que d'autres espèces testées pour absorber le CO2 (et elles peuvent atteindre une grande taille en intérieur). Mais on a montré que d'autres espèces, plus colorées ou ornées de taches claires continuaient, elles à être actives quand la lumière est faible. Ocimum basilicum, appréciée pour ses fleurs et son parfum semble par contre peu efficace contre le CO2 , de même que Sinningia speciosa. Codiaeum variegatum se montre dans un premier temps efficace mais atteint un plafond à 1000 ppm, qui reste une dose élevée selon certains experts. Hormis les cactées, toutes les plantes émettent du CO2 la nuit, mais bien moins que la quantité de CO2 qu'elles ont absorbé la journée précédente.
Certaines espèces sont métallophytes (fougères), et/ou plus efficaces que d'autres pour absorber certains gaz et composés organiques volatils . Par exemple, selon les travaux de Yang et collaborateurs, le lierre grimpant (Hedera helix) a une plus grande capacité d'absorption de l'octane et du trichloréthylène que la misère pourpre (Tradescantia pallida), mais cette dernière est plus efficace pour absorber le toluène et le benzène. Des études plus approfondies restent encore à faire.
Contrairement à ce qui est parfois avancé, les rayonnements électromagnétiques, générés entre autres par les ordinateurs et les émetteurs Wi-Fi, ne sont pas absorbés par les plantes.
La plante elle-même absorbe certains polluants par l'intermédiaire de ses feuilles et racines, mais les microbes de la phyllosphère sont aussi impliqués (par ex pour la décomposition de phénols), de même que les micro-organismes du substrat qui s'y retrouvent y contribuent aussi,.
En 2009 Yang et ses collaborateurs ont montré que les plantes d'intérieur, au même titre que leurs substrats, leurs pots de plastique, les micro-organismes associés et les pesticides utilisés, émettent aussi des composés organiques volatils. Certaines substances potentiellement toxiques sécrétées par les végétaux (terpénoïdes, alcools, cétones et esters) sont connues pour avoir un rôle écologique (p. ex. défense, signalisation, imitation de phéromones). Dans cette publication, les auteurs soulignent que « l'impact positif ou négatif de ces composés sur les humains balancé avec la capacité des plantes à retirer d'autres composés organiques volatils n'a pas été étudié. »

## Impact des composés organiques volatils sur les plantes
Une revue de littérature faite par Korte et ses collaborateurs en 2000, montre qu'à partir d'une certaine dose, tout polluant cause des dommages à la structure des cellules végétales, à différents degrés.
Ayant observé une baisse de la photosynthèse chez des plantes soumises aux composés organiques volatils, Yoo et collaborateurs en concluent que ces derniers ont un effet négatif sur la physiologie des végétaux.

## Exemple de plantes et des polluants traités
Vers 2010, environ 120 espèces de plantes avaient déjà été testées pour la phytoremédiation de l’air intérieur, mais pour l'épuration de gaz et non des particules en suspension. Une première étude a ainsi montré que la plante araignée (Chlorophytum comosum L.) capte efficacement sur leur cuticule des particules grandes, moyennes ou petites, aéroportées de l'air intérieur (nettement mieux qu'une plaque d'aluminium posée au même endroit et servant de « contrôle »). Cette espèce a été testée dans une clinique dentaire, dans une salle d'embouteillage de parfums et dans un bureau. Dans ces trois lieux, la plante s'est en outre montrée capable d'adsorber sur ou dans sa cuticule à la fois des particules plutôt solubles dans l'eau, et des particules solubles dans les cires ou graisses. La quantité de microparticules accumulée passivement sur les plaques d’aluminium est toujours nettement inférieure à celle accumulée sur la même surface de feuille des plantes démontrant qu'il n'y a pas que les forces de gravité en jeu, mais on ne comprend pas encore comment la plante fixe ces particules mieux qu'une surface artificielle, alors même qu'elle est en croissance.
Les plantes choisies sont souvent des espèces rustiques, facile à élever, et qui n'ont pas besoin d'un ensoleillement direct (dans la nature, il s'agit souvent de plantes d'ombre et de sous-bois). Il s'agit souvent de plantes tropicales qui ne cessent pas de croitre en hiver.
- Areca
- Chlorophytum : formaldéhyde, monoxyde de carbone[31]
- Dracaena marginata (Dragonnier de Madagascar) : benzène, formaldéhyde, trichloréthylène[31]
- Epipremnum aureus : formaldéhyde, monoxyde de carbone, benzène[31], ozone[32]
- Ficus benjamina : formaldéhyde
- Gerbera jamesonii (Gerbera) : formaldéhyde[31]
- Hedera helix (Lierre) : formaldéhyde, benzène, trichloréthylène[31], monoxyde de carbone[réf. nécessaire]
- Howea forsteriana (Kentia) : benzène, l'hexane, le toluène[31]
- Phoenix roebelenii  (Palmier-dattier) : xylène et toluènes
- Phoenix roebelenii (Dattier du Mékong ou Dattier nain) : formaldéhyde et xylène
- Sansevieria trifasciata (Langue de belle-mère) : benzène[31]
- Spathiphyllum  : benzène, trichloréthylène[31]